# Staffan Hallerstam
Alf Gunnar Staffan Hallerstam, född 21 maj 1957 i Högalids församling i Stockholm, är en svensk skådespelare och röstskådespelare samt läkare inom klinisk fysiologi.

## Biografi
Som barn medverkade Hallerstam bland annat som lillvärd i Sveriges Televisions Hylands hörna. Han inledde sin TV-karriär som barnskådespelare i ungdomsserierna Kullamannen (1967), Kråkguldet (1969) och Stora skälvan (1972). I TV-serien Pippi Långstrump spelade han mobbaren Benke (i avsnittet "Pippi är sakletare och går på kalas") och i långfilmen Pippi Långstrump på de sju haven hade han rollen som Marko. Hallerstam spelade vidare med i Ingmar Bergmans Beröringen (spelade sonen Anders Vergerus, 1971). Han var även med i Maria Gripes radioföljetonger Tordyveln flyger i skymningen och Agnes Cecilia. Han spelade storebror Bosse i Världens bästa Karlsson (1974). 1978–1981 gick han på Statens scenskola i Stockholm (klasskamrat med bl.a. Sissela Kyle, Peter Stormare samt Jessica Zandén).
I vuxen ålder har Hallerstam bland annat spelat i farserna Gamle Adam och Min käre man på Vasateatern i Stockholm, samt i Bamse på Fria Teatern i Högdalen. Han spelade en av huvudrollerna i biofilmen Höjdhoppar'n (1981) med Asko Sarkola, regi av Lars Molin, som även regisserade honom i TV-serien Zombie (1982). Vid TV-teatern medverkade han bland annat i Hjalmar Bergmans Farmor och vår Herre tillsammans med bland andra Karin Kavli (1983). Sedan 1980- och 1990-talen har Hallerstam även som röstskådespelare dubbat en hel del tecknade filmer och TV-serier, till exempel rösterna åt Knattarna i den svenska dubbningen av Ducktales, innan Monica Forsberg tog över. I TV-serien Bananer i pyjamas gjorde han rösten till en av björnarna, Morgan. Han gjorde även några av de svenska rösterna till den kända animeringen Silver Fang.
Staffan Hallerstam utbildade sig vidare till läkare vid Karolinska Institutet 1987–1994 och har därefter kombinerat läkaryrket med röstskådespeleri. Han gör exempelvis fortfarande den svenska rösten till Petri i filmserien om Landet för längesedan.
Han är far till skådespelaren och röstskådespelaren Leo Hallerstam samt Love Hallerstam.

## Filmografi
- 1963 – Knasen (TV-serie) (röst)
- 1967 – Kullamannen (TV-serie)
- 1969 – Pippi Långstrump (TV-serie)
- 1969 – Kråkguldet (TV-serie)
- 1970 – Pippi Långstrump på de sju haven
- 1971 – Beröringen
- 1972 – Stora skälvan (TV-serie)
- 1972 – Barnen i höjden (TV-serie)
- 1972 – Mannen som slutade röka
- 1974 – Barbapapa (TV-serie) (röst)
- 1974 – Världens bästa Karlsson
- 1975 – Från A till Ö (TV-serie)
- 1981 – Höjdhoppar'n
- 1981–1983 – Spider-Man and His Amazing Friends (TV-serie) (röst)
- 1981 – Operation Leo
- 1982 – Zoombie (TV-serie)
- 1982 – Superted (TV-serie) (röst som Superted)
- 1983 – Farmor och vår Herre (TV-serie)
- 1983 – Öbergs på Lillöga (TV-serie)
- 1983–1985 – Drakar & Demoner (TV-serie) (röst)
- 1984–1987 – The Transformers (TV-serie) (röst)
- 1985–1986 – MASK (TV-serie) (röst)
- 1986 – Bananmannen (röst som Eric/Bananmannen)
- 1986 – Silver Fang (röst som Silver,  Daizuke  mfl.)
- 1987–1990 – Ducktales (TV-serie) (röst)
- 1988 – Magiska äventyr med Totoro (röst)
- 1990 – Teenage Mutant Hero Turtles (TV-serie) (röst som Raphael och Krang i Media Dubbs dubbning (säsong 3)
- 1990–1995 – Tiny Toon Adventures (TV-serie) (röst som Yuppy Anka och Elake Max)
- 1991 – Bernard och Bianca i Australien (röst som Jake)
- 1992 – Tiny Toons Sommarlov (röst)
- 1992 – Transformers: Generation 2 (TV-serie) (röst)
- 1992–1995 – Dog City (TV-serie) (röst)
- 1992 – Sailor Moon (röst som Neflite, Artemis, m.fl.)
- 1992 – My Little Pony Tales (röst som Teddy, Ace, m.fl.)
- 1990-talet – Wally Gator - Wally
- 1993 – Biker Mice from Mars (röst som Smörjan)
- 1993 – Adventures of Sonic the Hedgehog (röst som Tails)
- 1993 – Sonic the Hedgehog (röst som Tails)
- 1993 – Batman möter mörkrets härskare (röst)
- 1995 – Casper (röst som Paul "Dibs" Plutzker)
- 1995 – Ali Baba (röst som Ali baba)
- 1995–1996 – Fantomkatten (TV-serie) (röst)
- 1997 – Bananer i pyjamas (TV-serie) (röst som Morgan)
- 1998 – Dr. Dolittle (röst)
- 2002 – Askungen II - Drömmen slår in (röst)
- 2007 – Askungen 3 - Det magiska trollspöet (röst)
- 2007 – Landet för längesedan XIII: Visdomens vänner (röst som Petri)
- 2016 – Landet för längesedan XIV: De modigas resa (röst som Petri)

## Teater

### Roller
| År   | Roll   | Produktion                             | Regi        | Teater      |
| ---- | ------ | -------------------------------------- | ----------- | ----------- |
| 1984 |        | Gamle Adam Franz Arnold och Ernst Bach | Per Gerhard | Vasateatern |
| 1985 | Michel | Min käre man Pierrette Bruno           | Per Gerhard | Vasateatern |